# Bielorrusia en los Juegos Europeos de Cracovia 2023
Bielorrusia no participó en los Juegos Europeos de Cracovia 2023 debido a su participación en la Invasión rusa de Ucrania.